# 지중해갯첨서
지중해갯첨서(Neomys anomalus) 또는 밀러갯첨서는 땃쥐과에 속하는 포유류의 일종이다.

## 분포
알바니아, 오스트리아, 벨기에, 보스니아 헤르체고비나, 불가리아, 크로아티아, 체코, 프랑스, 독일, 그리스, 헝가리, 이란, 이탈리아, 리히텐슈타인, 리투아니아, 마케도니아, 폴란드, 포르투갈, 루마니아, 세르비아 몬테네그로, 슬로바키아, 슬로베니아, 스페인, 스위스, 터키, 우크라이나에서 발견된다.

## 식이 습관
양서류와 작은 물고기를 먹이로 먹지만, 곤충이나 벌레도 잡아먹는다. 작은 몸 크기에 비해 체표면적 비율이 높기 때문에 체온을 빨리 잃어버리며, 이때문에 매일 자기 몸의 두세배의 먹이를 먹어야한다.